# Patrinia scabiosifolia
Patrinia scabiosifolia, nardo sirio, es una especie de hierba, perenne, que mide entre 30 a 100 cm de altura.
Sus rizomas son horizontales u oblicuos y tallos erectos, de color amarillo verdoso a amarillo-marrón. Las hojas son basales rosculadas; el pecíolo mide de 3 a 12 cm; hoja verde pálido. Los pedúnculos son densamente hirsutos abaxialmente. Flores hermafroditas. Los lóbulos del cáliz son discretos, la corola es amarilla, campanulada, con 4 estambres. Semillas elipsoides. 

## Distribución y hábitat
Se le encuentra en bosques, márgenes de bosques, matorrales, áreas verdes, bordes de caminos; entre 400 a 2600 m s. n. m. Es propia de Japón, Corea, este de Siberia y zonas de China.

## Usos
Son comestibles las hojas jóvenes, puntas de tallo y capullos, se los consume cocidos y se los utiliza en guisos, son agregados a las sopas o secados para un uso posterior.
La raíz posee propiedades  antibacterianas, anticoagulantes, antiflogísticas, antiespasmódicas, depurativa, diurética, febrífuga hemostática y resolvitante. Se ha demostrado que estimula al hígado para que produzca enzimas metabolizadoras de fármacos. La raíz se usa en Corea en el tratamiento de las etapas iniciales de apendicitis, peritroflitis y neuralgia. También se usa en el tratamiento de enfermedades parasitarias de la piel y como antídoto contra el veneno. Se usa tradicionalmente como un sedante y también en el tratamiento de carbunclos, apendicitis aguda, absceso intestinal, dolor posparto, dismenorrea y endometriosis.